# 吴伯箫

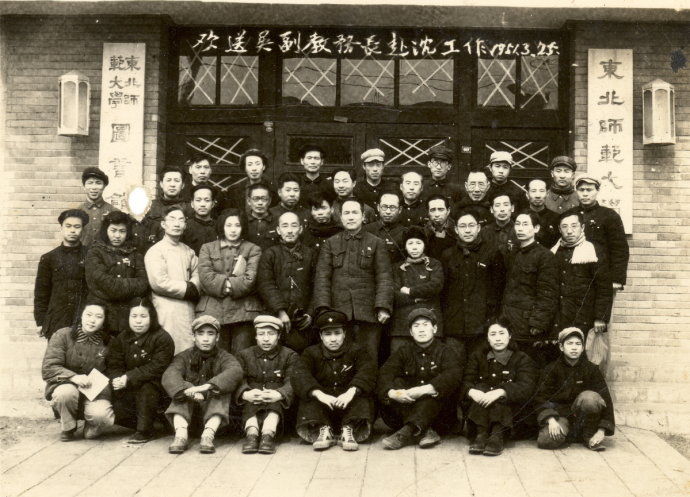
1951年3月25日全体东北师范大学中文系送教务长吴伯箫赴沈阳工作。（第二排右五、图中间位置为吴伯箫）

吴伯箫（1906年3月13日—1982年8月10日），原名吴熙成，字伯萧，以字行，山东莱芜人，中國现代作家、教育家，中国共产党党员。笔名山屋和山荪，发表教育方面的文章，曾属名齐延东。

## 生平
1906年，吴伯箫出生在今山东省莱芜市吴花园村一半耕半读的富裕家庭。
1919年，14岁的吴考入省立曲阜师范学校（今曲阜师范大学）读书学习，后任学生会干事，参加五四运动并深受其影响。1924年，在曲阜孔家府馆作家教，教孔德成英语。1925年，考入北京师范大学学习。
1931年，大学毕业后担任青岛大学校长办公室事务员，结识闻一多、洪琛、老舍、王统照、孟超等朋友。1935年，任济南乡村师范学校教务主任兼国文教员，与他人联合创办《避暑录话》。1936年，任莱阳乡村师范学校校长。
1938年4月，来到延安，入抗日军政大学学习。1941年8月，吴加入中国共产党。1949年7月，在全国第一次全国文学艺术工作者大会上被选为文协委员、秘书长。
1951年，任东北教育学院院长。1954年，任北京人民教育出版社任副社长，并任中国作家协会文学讲习所所长。1956年，吴伯箫参加全国总工会组织的作家参观团，任南团团长，去太原、洛阳、武汉、南京、无锡、苏州、上海等7个城市参观访问。10月，获邀出席民主德国海涅学术会议。期间创作《难老泉》、《钢铁长虹》、《谒列宁——斯大林墓》、《记列宁博物馆》等散文。1963年秋，吴伯箫进入中央党校学习13个月。
1964年被派到北京市房山县搞“四清”。随后在十年文化大革命期间被迫害。
1981年10月，访问英国，随后当选为全国文联理事。
1982年8月10日，在北京首都医院病逝，享年76岁。

## 代表作

### 散文集
《羽书》、《黑红点》、《出发集》、《烟尘集》、《北极星》、《忘年》等。 

### 散文
《记一辆纺车》、《菜园小记》、《战斗的丰饶的南泥湾》等。

### 译作
《波罗的海》（诗集）德国海涅著。